# オールムービー
オールムービー（AllMovie）とは、映画・テレビ番組・俳優に関する情報を扱うオンラインガイドサービスのウェブサイトである。2013年からブランドとしてのAllMovie.comとAllMovieはオール・メディア・ネットワークが所有していたが、オール・メディア・ネットワークの買収に伴い、2015年からはRhythmOne（旧Blinkx）が所有している。 旧名称はAll Movie Guide。

## 歴史
AllMovieはAllMusicやAllgameを開設したポピュラー文化活動家であるマイケル・アールワインが開設した。
また、AllMovieのデータベースは1万社もの流通業者、店頭販売業者、ウェブサイト、キオスクに使用許可を出しており、基本情報、出演者、製作クレジット、あらすじ、専門家による批評、バイオグラフィー、関連リンクなど包括的な内容だった。
AllMovieのデータはAllMovie.comというウェブサイト上でアクセスすることができた上、AMG LASSOというメディア認識サービスでデータを使用して自動的にDVDを認識することもできた。
2007年末、マクロビジョン（現ロヴィ）が7,200万ドルでAMGを買収したと報じられた。
2013年8月、ロヴィはAMGの一般向けウェブサイトであるAllMusic.com、AllMovie.com、AllGame.comをオール・メディア・ネットワークに売却した。買収したオール・メディア・ネットワークにはSideReelの開設者とアックレル・キャピタル (Ackrell Capital) のマイク・アックレル (Mike Ackrell) がいる。